# Pennalismus
Pennalismus (auch Pennalwesen; von lateinisch penna „Feder“) bezeichnete ein Dienstverhältnis zwischen jüngeren und älteren Studenten in den studentischen Landsmannschaften im 16. und 17. Jahrhundert.
Die neu eingeschriebenen Studenten, Pennale genannt, wurden zugleich seitens der Landsmannschaften massiv unter Druck gesetzt, sich ihrer regionalen Herkunft entsprechend einer Landsmannschaft anzuschließen. Die Pennale hatten für ein Jahr den älteren Semestern Dienste zu erweisen und auch Geldabgaben zu entrichten.
Die Blütezeit des Pennalismus fällt mit dem Dreißigjährigen Krieg zusammen. Er blieb weitgehend auf protestantische Universitäten beschränkt, Hochburgen waren Rostock und Jena.
Der Pennalismus konnte erst nach einem Beschluss des Regensburger Reichstages von 1654 an den meisten protestantischen Universitäten unterdrückt werden.
Im 18. Jahrhundert ging das Verhältnis in die Bezeichnung „Fuchs“ und „Bursche“ über.